# Рускеала (волость)
Рускеала — бывшая волость Финляндии, расположенная на территории современной России. Рускеала входила в состав Ладожской Карелии, переданной Россией Швеции в 1617 году согласно Столбовскому мирному договору. Она стала частью Сердобольского уезда Выборгской губернии, переданной Советскому Союзу в 1940 году по Московскому мирному договору. Центр располагался вдоль шоссе Петрозаводск-Вяртсиля.
В 1632 году, во времена шведского владычества, была построена Рускеальская часовня, а позже — церковь, подчиненная приходу в Китеэ. В 1727 году евангелическо-лютеранский приход получил самостоятельность. Деревянная церковь на 800 мест была сооружена по проекту архитектора Андерса Фредрика Грандстеда в 1834 году. Недалеко от храма находилась усадьба священника.
В марте 1940 года в результате Советско-финляндской войны (1939—1940) вся территория прихода отошла к СССР. Здание старой церкви сгорело во время Великой Отечественной войны 17 июля 1941 года.
На месте, где стояла церковь, сейчас установлен памятный знак с надписью: «На этом месте располагалась Рускеальская церковь, построенная в 1834 году и сгоревшая в 1940 году. Вера, надежда и любовь, не исчезают.»
Лютеранский приход Рускеала был воссоздан в 1990 году. В том же году было основано Ruskealan Pappila Oy, которое привело в порядок каменное здание бывшего дома священника (постройки 1931 года). В апреле 1993 года в доме священника была открыта гостиница. Дом являлся также местом проведения церковных служб. Договор аренды здания закончился в 2004 году.
В 2002 году по инициативе Калеви Кейнонена началось строительство новой церкви. К концу 2004 года был полностью готов к использованию цокольный этаж будущей церкви. Там размещаются кухня, столовая, гостиная с камином, сауна, гостиничные номера, а также зал для проведения церковных служб.
17 апреля 2010 года церковь была освящена епископом Евангелическо-Лютеранской Церкви Ингрии А́рри Куга́ппи.
18 марта 2013 года церковь сильно пострадала от пожара.

25 апреля 2016 она была повторно освящена епископом Евангелическо-Лютеранской Церкви Ингрии Арри Кугаппи.